# KBS 월드라디오
KBS 월드라디오(KBS World Radio)는 현재 한국방송공사에서 운영,방송하는 대한민국의 유일한 대외홍보방송이다. 1953년 8월 15일 ‘자유 대한의 소리’라는 이름으로 영어 방송을 시작했다.
총 11개 언어를 단파와 중파로 방송하고 있다.

## 특징
광고방송(상업광고방송)은 내보내지 않는다. 광고방송(상업광고방송)이 없는 이유는 광고방송(상업광고방송)을 일체 하지 않는 라디오채널이다. 광고방송(상업광고방송) 없이 라디오프로그램을 시작 및 끝날 수 있고,공익광고방송만 하면서 수신료로 운영되기 때문이다.

## 개요
KBS 월드라디오는 자유대한의 소리로 개국한 당시에는 KBS(당시 서울중앙방송국)과 별개의 방송국이었으나, 이후에 KBS에 합병되었다. 1973년에 라디오 한국(Radio Korea)로 바뀌었으나, 해외 한인 방송에서 라디오코리아란 이름의 방송국과의 혼동을 막기 위해 1994년 Radio Korea International(약칭 RKI)로 변경하였다. 광고방송(상업광고방송)은 송출 및 실시를 하지 않는다.
인터넷이 활성화 되기 전에는 해외교포들에게 고국의 소식을 전해주는 거의 유일한 수단이었으며, 1990년대 BBC와 VOA 등의 단파방송국과 교환송출 협정을 맺어 현재 세계 여러곳에서 단파를 통해 송출하고 있다.
현재 대한민국 내에서 송출하는 곳으로는 김제 송신소 한 군데뿐이다. 그리고 동아시아에서는 무지향으로 송출하며, 이외에 유럽, 아메리카, 아프리카, 동남아시아 등에도 송출을 하고 있다.
한국시각 오후 7:00~12:00 시간대에서는 김제 송신소에서 송출하는 KBS 한민족 제2방송 주파수(1170kHz)를 통해 AM으로도 들을 수 있다. 이외의 시간대에는 단파 수신기와 인터넷을 비롯한 KBS KONG(콩)에서만 수신이 가능하다.

## 연혁
- 1953년 8월 15일 ‘자유 대한의 소리(Voice of Free Korea)’라는 이름으로 영어 방송을 개국.
- 1955년 12월 1일 일본어 중파방송 개시.
- 1957년 9월 2일 한국어 방송 개시.
- 1958년 4월 10일 프랑스어 방송 개시.
- 1960년 3월 1일 영어, 프랑스어 유럽향 방송 개시.
- 1961년 2월 13일 러시아어 방송 개시.
- 1961년 8월 10일 중국어 방송 개시.
- 1962년 8월 19일 스페인어 방송 개시.
- 1973년 4월 1일 자유대한의 소리(Voice of Free Korea)에서 라디오 한국(Radio Korea)으로 이름을 바꿈.
- 1975년 김제송신소 설립.
- 1975년 6월 2일 인도네시아어 방송 개시.
- 1975년 9월 10일 아랍어 방송 개시.
- 1980년 화성송신소 설립.
- 1981년 5월 1일 독일어 방송 개시.
- 1983년 6월 1일 포르투갈어 방송 개시.
- 1985년 6월 1일 이탈리아어 방송 개시.
- 1994년 3월 31일 포르투갈어 방송 폐지.
- 1994년 8월 15일 라디오 한국'Radio Korea'에서 'Radio Korea International'로 이름을 바꿈.
- 1994년 10월 31일 이탈리아어 방송 폐지.
- 1997년 11월 3일 KBS 국제방송 인터넷 방송 개시.
- 2002년 5월 3일 일본 NHK 제1라디오와 동시 생방송 개시.
- 2002년 6월 2002 FIFA 월드컵 중계 방송.
- 2003년 8월 15일 개국 50주년 기념 위성 라디오 방송 개시.
- 2005년 3월 3일 KBS 월드라디오(KBS WORLD Radio)로 이름을 바꿈.
- 2005년 3월 3일 베트남어 방송 개시.
- 2006년 9월 18일 러시아 모스크바에서 현지시간 20:30~21:00에 중파 738kHz로 KBS 월드라디오 러시아어 방송 중계 개시.
- 2007년 1월 송신기의 노후화와 방송의 합리화, 경비 삭감을 위해서 화성 송신소가 정식으로 폐지되었다. 2006년 11월 하순에 폐지될 예정이었지만, 2007년 1월에 폐지되었다.

## 한국어 방송
KBS 월드라디오 한국어방송은 1957년 9월 2일 이후로 현재까지 방송되고 있다. 현재 우리말1, 우리말2 두 개의 채널로 하루 22시간씩 전 세계를 향해 방송하고 있다.

## 한국어 방송 주파수
- 우리말1,2를 합해 총 22시간 방송.

### 우리말1
| 방송방향       | 세계 표준시   | 한국 표준시   | 단파 주파수 | 중파 주파수 |
| 전방향         | 09:00 ~ 10:00 | 18:00 ~ 19:00 | 7275 kHz    |             |
| 전방향         | 10:00 ~ 11:00 | 19:00 ~ 20:00 |             | 1170 kHz    |
| 전방향         | 11:00 ~ 12:00 | 20:00 ~ 21:00 | 7275 kHz    |             |
| 유럽향         | 16:00 ~ 17:00 |               | 7275 kHz    |             |
| 유럽향         | 17:00 ~ 18:00 |               | 9515 kHz    |             |
| 유럽향         | 07:00 ~ 08:00 |               | 11620 kHz   |             |
| 북미향         | 14:00 ~ 15:00 |               | 15575 kHz   |             |
| 동남아향       | 09:00 ~ 11:00 |               | 9570 kHz    |             |
| 동남아향       | 08:00 ~ 09:00 |               | 9570 kHz    |             |
| 중동아프리카향 | 16:00 ~ 17:00 |               | 9740 kHz    |             |
| 중동아프리카향 | 09:00 ~ 10:00 |               | 15160 kHz   |             |

### 우리말2
| 방송방향 | 세계 표준시   | 단파 주파수 | 중파 주파수 |
| 남미향   | 03:00 ~ 04:00 | 11810 kHz   |             |

## 방송 언어
- 인도네시아어
- 아랍어
- 독일어
- 베트남어
- 영어
- 일본어
- 한국어
- 프랑스어
- 러시아어
- 중국어
- 스페인어

## 방영 프로그램

### 인터넷 (영어)
- 《KBS WORLD Radio News》
- 《Wonder Hours with Hyerim》
- 《Korea24》
- 《K-POP Connection》
- 《Korea Book Club》
- 《Korea, Today and Tomorrow》
- 《Sounds of Korea》
- 《Weekend Playlist》

### 우리말1
- 00-10《KBS WORLD Radio 뉴스》(월~토)
- 10-45《한민족 네트워크》(월~목)
- 45-60《광복80, 대한민국》(월)
- 45-60《추억의 가요톱10》(화)
- 45-60《한반도 리포트》(수)
- 45-60《글로벌 코리안》(목)
- 10-60《얼쑤 우리가락》(금)
- 10-60《재외동포를 위한 한국어 강좌》(토)
- 00-60《음악세상, 박태원입니다》(일)

### 우리말2
- 00-35《한민족 네트워크》(월~목)
- 35-50《광복80, 대한민국》(월)
- 35-50《추억의 가요톱10》(화)
- 35-50《한반도 리포트》(수)
- 35-50《글로벌 코리안》(목)
- 00-50《얼쑤 우리가락》(금)
- 00-50《재외동포를 위한 한국어 강좌》(토)
- 00-60《음악세상, 박태원입니다》(일)
- 50-60《이산가족 이야기 나의 살던 고향은》(월~토)

### 영어1
- 00-10《KBS WORLD Radio News》
- 10-130《Wonder Hours with Hyerim》
- 130-145《Global Audiobook: Once Upon a Time in Korea》(월)
- 130-145《Korea Book Club》(화, 토)
- 130-145《Korea, Today and Tomorrow》(수)
- 130-145《Sounds of Korea》(목, 금, 일)
- 145-150《Drama Lines》
- 10-130《Saturday Playlist》(토)
- 00-10《Hot Issues of the Week》(일)
- 10-130《Sunday Selection》(일)

### 영어2
- 00-10《KBS WORLD Radio News》
- 10-70《K-POP Connection》
- 70-120《Korea 24》
- 00-120《Saturday Playlist》(토)
- 00-120《Sunday Selection》(일)

### 영어3
- 00-60《K-POP Connection》

### 영어4
- 00-10《News Today》
- 10-60《Korea 24》
- 10-60《Saturday Playlist》(토)
- 10-60《Sunday Selection》(일)

### 영어5
- 00-10《KBS WORLD Radio News》
- 10-25《Global Audiobook: Once Upon a Time in Korea》(월)
- 10-25《Korea Book Club》(화, 토)
- 10-25《Korea, Today and Tomorrow》(수)
- 10-25《Sounds of Korea》(목, 금, 일)
- 25-30《Drama Lines》
- 00-10《Hot Issues of the Week》(일)

### 중국어
- 00-10《新闻》
- 10-40《今日首尔》(월 ~ 목)
- 40-45《看韩剧学韩语》
- 45-60《韩广有声故事书》(월)
- 45-60《韩广书斋 邀你一读》(화)
- 45-60《聚焦韩半岛》(수)
- 45-60《漫话国乐》(목)
- 10-30《时事焦点》(금)
- 30-60《听众信箱》(금)
- 00-10《本周焦点》(토)
- 10-30《金曲串烧》(토)
- 00-60《韩流冲击波》(일)

### 일본어
- 00-10《ニュース》
- 10-40(월 ~ 수), 10-60(목)《玄海灘に立つ虹(현해탄의 무지개)》
- 40-45《ドラマ韓国語》
- 45-60《韓国の昔話》(월)
- 45-60《国楽の世界へ》(화)
- 45-60《ソウル発 平壌は今》(수)
- 10-60《金曜ステーション》(금)
- 00-10《今週のキーワード》(토)
- 10-60《K-POP INDEX》(토)
- 00-60《歌謡ジュークボックス》(일)

### 독일어
- 00-10《Nachrichten》
- 10-40《Kreuz und quer durch Korea》(월 ~ 목)
- 40-45《Alltagskoreanisch》(월 ~ 목)
- 45-60《Es war einmal》(월)
- 45-60《Literatur zum Hören》(화)
- 45-60《Schritte zur Wiedervereinigung》(수)
- 45-60《Musik verbindet》(목)
- 10-60《Hörerecke》(금)
- 00-10《Themen der Woche》(토)
- 10-60《Unterwegs mit Musik》(토)
- 00-60《Musikalische Reise - Charts von damals》(일)

### 스페인어
- 00-10《Informativo KBS WORLD Radio》
- 10-40《Corea a Diario》(월 ~ 목)
- 40-45《Coreano en Dramas》(월 ~ 목)
- 45-60《Había una vez en Corea》(월)
- 45-60《Páginas y Autores》(화)
- 45-60《La actualidad de la Península Coreana》(수)
- 45-60《Cine en la Radio》(목)
- 10-45《Buzón del Radio escucha》(금)
- 45-60《Seúl en Contacto con el Mundo》(금)
- 00-10《Destacados》(토)
- 10-60《El club de los 90》(토)
- 00-60《Melodías de Corea》(일)

### 프랑스어
- 00-10《Journal》
- 10-45(월 ~ 수), 10-20(목)《Séoul au jour le jour》
- 40-45《Coreano en Dramas》(월 ~ 목)
- 45-60《Il était une fois》(월)
- 45-60《Lettres coréennes》(화)
- 45-60《Trait d’union》(수)
- 20-45《Séoulscope》(목)
- 45-60《Aux sources de la musique coréenne》(목)
- 10-20《Annyonghaseyo》(금)
- 20-60《Entre nous》(금)
- 00-10《Gros plan sur l’actualité》(토)
- 10-60《Musique coréenne》(토)
- 00-60《Top10》(일)

### 인도네시아어
- 00-10《Warta Berita》
- 10-15《Kelas Drama Korea》
- 15-60《Korea Hari Ini》
- 10-30《Sudut Sastra Korea》(금)
- 30-60《Citra Musik Korea》(금)
- 00-10《Isu Sepekan》(토)
- 10-60《KPOP Banget》(토)
- 00-60《Nonstop KPOP》(일)

### 아랍어
- 00-10《الأخبار》
- 10-40《سیول بانوراما》
- 40-45《تعلم الكوریة بطریقة درامیة》
- 45-60《كتبٌ صوتيةٌ إلى العالم - كان يا ما كان في كوريا》(월)
- 45-60《مكتبة الرادیو》(화)
- 45-60《تطورات شبھ الجزیرة الكوریة》(수)
- 10-40《رسائل المستمعین》(목)
- 45-60《أنغامنا الجمیلة》(목)
- 10-15《تعلم الكوریة بطریقة درامیة》(금)
- 15-60《لقاء الجمعة》(금)
- 00-10《ما وراء الأخبار》(토)
- 10-60《من أغانى القمة》(토)
- 00-60《أغنیات في سنوات》(일)

### 베트남어
- 00-10《Tin tức》
- 10-15《Tiếng Hàn qua phim ảnh》
- 15-30《Tủ sách nói - Truyện cổ tích Hàn Quốc》(월)
- 15-30《Hiệu sách Radio》(화)
- 15-30《Vì một bán đảo thống nhất》(수)
- 15-30《Âm điệu ngàn xưa》(목)
- 15-30《Chuyện từ Seoul》(금)
- 00-30《Âm nhạc Hàn Quốc Giai điệu bạn bè》(토)
- 00-30《KPOP chọn lọc》(일)

### 러시아어
- 00-10《Новости》
- 10-35《Сеул сегодня》
- 35-45《Говорим как герои сериалов》
- 45-60《Аудиосказки всему миру: Давным-давно в Корее》(월)
- 45-60《У книжной полки》(화)
- 45-60《На пути к воссоединению》(수)
- 10-35《Шоубиз Сегодня》(목)
- 45-60《Мелодии Кореи》(목)
- 10-25《Корея и я》(금)
- 25-60《Почтовый ящик》(금)
- 00-10《Панорама недели》(토)
- 10-60《Музыкальный Марафон》(토)
- 00-60《Музыкальный Банк 90-х》(일)

## 같이 보기
- KBS 월드
- KBS 아메리카
- 한국방송공사
- KBS 한민족방송
- 현해탄의 무지개
- 아리랑국제방송
- 아리랑 라디오